# 陳澄清
陳澄清（？—？），小名貺，台灣嘉義塗庫（今雲林縣土庫鎮）人。臺灣清治時期軍事人物，土庫聯庄總理，在戴潮春事件中立下戰功。官至斗六都司。

## 生平
陳澄清出身於塗庫下庄陳家。陳家為塗庫當地的望族，也出過陳義順等抗日人物。
陳澄清小名貺，為地方上的豪俠，有十幾個朋友，都很有義氣。當時淡水及彰化爆發分類械鬥，但官府不敢辦理該事。陳澄清相當擔憂，便在自家竹圍外構築土牆，開鑿濠溝、建造炮樓、放置竹釘、蒐集糧食。田園內也栽種地瓜、山菁，以備不時之需。
同治元年（1862年） 戴潮春事件爆發，陳澄清起兵抗拒。他命令附近村莊多種地瓜，所有險要路徑皆需建造土牆，排列刺竹、陷坑、蒺藜；並在家中存放數千石米糧、購置火藥、軍械。陳澄清結合鹽水港、埔姜崙等地的義軍，彼此互相援助，於是附近數十處村莊皆相當倚靠他。同年七月，台灣鎮總兵林向榮在斗六駐軍，把檄文交付給陳澄清，要他運送糧食。陳澄清曾經一天打7次仗，3次打進敵營，林向榮非常看重他，欽賜其五品銜及各種名馬寶物。
之後斗六門戰役爆發，林向榮全軍覆沒，斗六淪陷，起事首領進攻塗庫。陳弄、嚴辨率領一大幫人占據街中，市集、商店都不敢開業。陳澄清在附近埋伏，並派遣蘇阿傳等十餘人拿著戴軍旗號跑到街上，大喊：「我們軍隊的元帥命令大家不用擔心，可以照常貿易，違者處斬！」陳弄一方被嚇得不知所措，而蘇阿傳大喊殺賊而出。陳弄率領部下追趕蘇阿傳，在附近埋伏的陳澄清軍隊全部跑出來追擊陳弄。待全軍返回營區時，竟無任何一人受傷。而蘇阿傳與吳仔嬰、陳瑞基、吳戇仔、王明都非常善戰，陳弄很怕他們，稱該五人為「五虎」。
戴潮春曾經寫信招降陳澄清。陳澄清不肯投降，於是戴潮春發誓一定要滅掉他才回斗六門。之後陳澄清的兄弟陳必湖拜見陳弄，陳弄露出一把刀接見他。陳必湖笑說：「我原本以為大哥您是豪傑，願意全心全力的效勞你；今天我才知道你並不是能幹大事的人。要不然我們兄弟也都很想為你賣命，為什麼您卻如此拒絕我呢？」陳弄說：「你如果真心想替我效勞的話，我怎麼會拒絕呢？ 莫非你未必真的想歸附於我？」陳必湖因而告訴他：「我們兄弟早就想向你投降了，也很想為你建立豐功偉業。但如果沒有重權在握，就沒辦法領導部下。如果你肯賞賜我將軍的官位，我明天就會舉旗相應。」陳弄十分開心，便請其坐下，與他聊了一整天，並授予其軍銜。陳弄認為陳澄清兄弟真的要投降，當天便稍微放鬆戒備。凌晨三更，陳澄清派人燒毀街上的房屋，陳弄軍隊踉蹌逃離，從此再也不敢攻打塗庫 。
之後黃丕建與陳廷順率領七百人再度攻打塗庫，陳澄清率領吳阿傳、吳戇獅、吳瑞基、王明、張飛龍及各莊壯丁包抄夾擊，黃丕建軍隊逃至埔姜崙莊收集殘黨。陳澄清聯合埔姜崙生員劉豐慶及鹽水港蔡朝駿、紀萬力等人互相支援，與黃丕建勢力僵持3年之久，直至事件平定後才終止。劉豐慶為客家人，時常資助陳澄清鉛藥。之後劉豐慶被其叔劉阿霖所殺害，陳澄清為之復仇。談及此事之人皆認為其有古代烈士之風範。
戴潮春事件平定後，陳澄清想把被威脅因而跟從戴潮春的人也一起殺掉，但被陳必湖所阻止，因而救活許多人。而陳澄清之弟陳澄江在攻打元掌莊（今雲林縣元長鄉）時被砲彈炸死，陳澄清因此全力攻打元掌莊，抓到十餘名起事首領，將其頭顱全部砍下，放在陳澄江之墓前祭拜。之後陳澄清受到臺灣道洪毓琛嘉賞，授予其斗六都司之官職。

## 用兵方法與見解
陳澄清管理軍隊，禁止賭博，禁吸洋菸，禁止奸盜，賞罰嚴明，也常放間諜出去探查敵情。他每次出兵時，都不會說出自己的目的地，全軍皆聽從其指揮，即使是與他關係很深的親人也無法知道他的動向。他常以一支軍隊與敵軍對峙，在發射砲火的同時，抄捷徑攻擊敵軍背後或燒掉敵軍的營寨。敵軍見到背後火焰噴發，正處於慌亂之際，陳澄清部隊就趁機偷襲。他曾說過：「帶兵打仗是一件極其危險的事，必須要以奇特的計謀取勝；要像一位文靜的處女一樣安靜，要像一隻逃脫的兔子一樣敏捷；如果作戰時能夠臨機應變的話，之後就有很大的功績。如果大張聲勢，旗鼓喧闐的話，只能讓賊匪知道我們的企圖而已，沒辦法取得勝利。」他又說：「兵不在多，在勇敢；多則眾心不一，而使行事陷入困境，雖然有良將，但卻沒辦法讓他發揮。」。於是他的部下大約只有6、70人，而陳澄清讓他們住在自己家中，以鞏固眾心。
陳澄清之姪子陳適約在下莊仔有3、40名部下，而附近村莊聽命於他的人又有6、700人，劉豐慶亦時常資助其鉛藥，部隊故能持久作戰。

## 舉人爭議
2003年出版的書《臺灣歷史人物小傳》中記載陳澄清於同治元年（1862年）考中舉人，但臺中市四箴國中實習教師黃文榮否定此說，他認為，會出現此錯誤可能是因為此書作者誤將《淡水廳志》、《台灣通志》中的淡水同安籍舉人陳澄清誤認為是土庫的陳澄清所致。

## 建設
陳澄清在咸豐二年（1852年）重修土庫順天宮，增建十間走廊。

## 評價
- 吳德功：「海外散人曰：陳澄清之行軍，機事甚密。偵騎百出，迨得各處報告類集，始集同事人員僉議，詢諸人意見，然後以己意擇妥善而行；故鮮大敗。且當出兵，非臨陣之際尚未知其所向。其機警類如此。故所轄十餘莊，賊不能窺伺；雖屢次來犯，迄不得逞其鋒。林卓人稱其有古名將之風，洵有所自也。予嘗造其家，池亭水閣，構造簡潔；台榭屋宇，鮮麗奪目；竹圍堵壁，迤邐盤行。觀現在之遺址、睹先時之戰績，亦足見其「謀定後戰」之嘉猷。其子孫亦讀書入泮，蔚然名家。鄰村故老談昔日之軍興，猶津津稱道弗衰。使此翁置之大用，必更有大可觀者。何地無人才，顧其遭遇之如何耳！僅得一都司，似未竟其用；吾為陳君惜，且為國家惜也！」[25]

- 林豪：「嘉義之有土庫，猶淡水之有翁仔社也。二地雖蕞爾一丸，然賊不能越大甲一步以逞志於北路者，賴有翁仔社之分其勢，猶之賊不敢逕越嘉義而窺伺郡治者，賴有土庫與鹽水港之議其後。翁仔社與大甲土城，非恃羅冠英一軍則不能守，猶之土庫等莊，無陳澄清一人則亦不能存，之二人者，其有關大局蓋略相等矣。自予論之，冠英戰功頗盛於澄清，而澄清舉動尤合兵法。然則澄清殆古名將之流而冠英亦一能戰之士歟！要其明大義、識順逆一也。予未識二君之為人，而自大甲以至郡治，凡士夫野老每談及二君軼事，無不稱道不置，味其所言，如節之合，如珠之串，何其僉無異詞也。然則天殆厭戴、陳二逆之所為，故預生磊落瑰奇之士，以折其鋒而樹之敵，使之終弗得志歟，未可知也。」[26]

- 連橫：「嘉義之有塗庫，猶淡水之有翁仔社也。彈丸之地，雖不足以繫大局，而羅冠英駐翁仔社，林日成不能破大甲而略淡水；陳澄清守塗庫，陳弄不能掠鹽水港以迫嘉義。非地之足恃，而人之可用也。不然，以斗六門之險，負山扼溪，可以自固；而林向榮竟全師以沒。成敗之機，何其異耶？冠英縱橫轉戰，抱義以隕，人稱其勇。若澄清之從容佈置，運籌決策，尤有名將之風焉。」[27]